# Epidesma ockendeni
Epidesma ockendeni là một loài bướm đêm thuộc phân họ Arctiinae, họ Erebidae.